# Roaming

Simbolo di copertura rete in roaming, mostrato nella barra di stato di uno smartphone dotato di sistema operativo Android.

Nel campo delle telecomunicazioni il termine roaming (dall'inglese to roam: vagare, andare in giro) identifica l'insieme di procedure, normative e apparecchiature che permettono di rintracciare un dispositivo mobile desiderato che non si trova nella rete cellulare di un certo operatore di telefonia mobile e di metterlo in comunicazione con l'utente chiamante all'interno di una stessa rete o tra reti distinte ma interoperanti.

## Descrizione
Il roaming viene utilizzato in particolare dagli operatori telefonici di telefonia cellulare per permettere agli utenti mobili di collegarsi tra loro utilizzando eventualmente anche una rete non di loro proprietà dietro una quota di pagamento all'altro operatore.
Ciò può accadere ad esempio quando l'utente si trova all'estero e l'operatore telefonico non possiede una rete propria ("roaming internazionale") oppure quando l'utente si trova nel paese di origine dell'operatore telefonico, ma questo non possiede una copertura totale della nazione, poiché in entrambi i casi l'operatore si appoggia su reti telefoniche appartenenti ad altri operatori, nazionali o esteri, oppure semplicemente quando l'utente destinatario appartiene alla rete di un altro operatore telefonico.
Quindi attraverso il roaming l'operatore consente all'utente l'utilizzazione del servizio in tutta la nazione e oltre. Un metodo simile viene utilizzato da alcune schede di rete Wi-Fi per passare da un access point a un altro in modo del tutto trasparente garantendo sempre una connessione anche durante gli spostamenti. Questo tipo di roaming viene detto generalmente involontario.
In generale il roaming è reso possibile dalle informazioni relative all'utente (SIM e USIM) e al telefono cellulare (IMEI) che il terminale di utenza invia periodicamente alla stazione radio base di copertura che a sua volta le invia a un apposito database, chiamato VLR (Visitor Location Register), rendendolo così disponibile a tutta la rete.

## Tipologia
- Per "roaming originato" si riferisce alle chiamate fatte da un utente nella rete non di contratto, per esempio all'estero. Questo roaming originato viene di solito caricato di spese per l'altro operatore, maggiorando il costo.
- Il "roaming in entrata" indica le chiamate ricevute quando si è all'interno di una rete diversa dal proprio operatore, per esempio stando all'estero. In questo caso, diversamente da quando ci si trova con il proprio operatore nella sua rete nel proprio paese d'origine, l'utente paga una parte della comunicazione e precisamente quella tratta dal suo operatore all'operatore estero nel paese dove si trova.

Un utente che chiama un cellulare con prefisso del proprio paese paga la stessa somma, indipendentemente se il ricevente si trova all'estero o meno. Un ipotetico utente A che si trova nel proprio paese e che chiama l'utente B, che possiede un numero del proprio paese, paga sempre e soltanto secondo il proprio piano tariffario, incluse tutte le promozioni; non c'è alcuna differenza se l'utente B si trova all'estero oppure no. Invece l'utente B che si trova all'estero in quel caso paga anche le telefonate ricevute, la cosiddetta "tratta internazionale", ovvero paga il "roaming in entrata" dato che usufruisce del servizio di trasferimento della chiamata dal proprio paese a quello in cui si trova.

### Il roaming involontario
Il "roaming involontario" si verifica quando un telefono cellulare è vicino al confine della nazione di appartenenza agganciandosi ai ripetitori della nazione vicina, ciò fa partire le chiamate da quella nazione.
Di questo problema si sono fatte interpreti associazioni di consumatori come l'ADOC che a Gorizia ha organizzato iniziative per chiedere di modificare i sistemi di trasmissione delle compagnie nazionali per evitare eccessivi aggravi di spesa per gli utenti delle città di confine.
In questo caso il roaming viene utilizzato in una procedura di segnalazione tra reti mobili che presuppone obbligatoriamente un accordo di roaming nazionale o internazionale tra gli operatori di rete. Non è sufficiente che una determinata area geografica sia coperta da più operatori. Ad ogni modo anche se un'area geografica è coperta da più operatori con accordo di roaming l'utente può selezionare sul suo terminale l'operatore preferito.

## Il roaming in Europa
In Europa, il nuovo regolamento sul costo del roaming è in vigore dal 2007. Questo regolamento, noto con il nome Eurotariffa, obbliga i gestori di telefonia mobile ad abbassare i costi di chiamata nei 30 paesi del SEE (UE più Islanda, Liechtenstein e Norvegia). In particolare, è previsto un tetto massimo per gli SMS, per le chiamate in uscita e per quelle in entrata.
Il Regolamento (UE) n. 531/2012 non impone agli operatori di garantire la copertura delle SIM registrate con operatori stranieri. Gli operatori che decidono di contrarre l'accesso alla propria rete con le compagnie telefoniche straniere sono tenuti ad applicare le tariffe nazionali.
Dal 30 aprile 2016 le tariffe di roaming hanno subito un notevole abbassamento rispetto al loro costo precedente.
Dal 15 giugno 2017 le tariffe di roaming sono state rimosse entro i confini dell'Unione Europea e in seguito anche in Norvegia, Islanda e Liechtenstein che con la UE formano lo Spazio economico europeo, e i residenti dei vari Paesi del SEE possono spostarsi dalla propria nazione utilizzando la stessa tariffa come da casa, senza l'aggiunta di costi, potendo così utilizzare i propri SMS, chiamate vocali e dati mobili inclusi nel piano tariffario attivo con la loro compagnia, a patto di rientrare nei limiti del fair use.